# كورسيكا
قـُرْشِقَة أو قَرْسَقَة أو كُرْسِكة أو كُورَسِكَا أو كُورَسِيكَا (بالفرنسية: Corse، بالكورسية: Corsica) جزيرة تقع على البحر الأبيض المتوسط وهي واحدة من الأقاليم ال18 في فرنسا. وهي رابع أكبر جزيرة في البحر المتوسط وتقع جنوب شرق البر الرئيسي الفرنسي، وغرب شبه الجزيرة الإيطالية، ومباشرة شمال جزيرة سردينيا الإيطالية، الكتلة البرية الأقرب منها. تشكل سلسلة جبال واحدة ثلثي الجزيرة. وبلغ عدد سكانها حتى شهر يناير عام 2024 355,528 نسمة.
جزيرة كورسيكا هي تجمع إقليمي تابع لفرنسا، ويتوقع أن تحقق «شكلًا من أشكال الحكم الذاتي» في المستقبل القريب. العاصمة الإقليمية للجزيرة هي أجاكسيو. وعلى الرغم من أن الإقليم مقسم إلى إقليمين إداريين، كورسيكا العليا وكورس دو سود، فقد دمج التجمعان الإقليميان الخاصين بها في 1 يناير 2018 ليشكلا تجمع إقليم كورسيكا. الحكم الذاتي في كورسيكا أكثر شمولًا مما هو في تجمعات إقليمية أخرى من فرنسا وأُتيح للجمعية الكورسيكية ممارسة سلطات تنفيذية محدودة. وثاني أكبر بلدة في كورسيكا هي باستيا، الواقعة في ولاية كورسيكا العليا.
حكمت كورسيكا من قبل جمهورية جنوة منذ عام 1284 حتى عام 1755، حين انفصلت وأعلنت أنها قد أصبحت جمهورية ناطقة باللغة الإيطالية. في عام 1768، تم التنازل رسميًا عن جنوة لملك فرنسا لويس الخامس عشر كجزء من رهن على الديون بعد تجنيد جنود فرنسيين للمساعدة في قمع التمرد في كورسيكا، ونتيجة لذلك ضمت فرنسا الجزيرة في عام 1769. كان الإمبراطور الفرنسي نابليون بونابرت من سكان كورسيكا الأصليين، وولد في السنة نفسها في أجاكسيو. ومنزل أسرته المتوارث، بيت بونابرت، هو اليوم متحف يجتذب الزوار. وبسبب الروابط التاريخية التي جمعت كورسيكا بتوسكاني، احتفظت الجزيرة بالعديد من العناصر الثقافية الإيطالية، وتعود جذور العديد من أسماء الأسر الكورسيكية إلى شبه الجزيرة الإيطالية.
اللغة الفرنسية هي اللغة الرسمية والمتحدثة على نطاق واسع على الجزيرة. ويعترف باللغة الكورسيكية، اللغة الأم واللغة الإيطالية الدالماتية، كواحدة من اللغات الإقليمية في فرنسا.
كورسيكا هي ثالث أقل إقليم ازدحامًا سكانيًا من أقاليم فرنسا بعد مايوت وغويانا الفرنسية.

## تاريخ كورسيكا
إنّ أصل تسمية الجزيرة يبقى غامضا من حيث معنى التسمية إلا أنه من الواضح أن أصل التسمية إغريقي (كورسيس)، وقد سكنت هذه الجزيرة منذ ما قبل التاريخ وقد استوطنها في العصر الحجري الوسيط شعوب متوسطية الملامح (شعوب البحر المتوسط).
ومنذ أواسط الألفية الأولى قبل الميلاد احتلها القرطاجيون، كما استوطنها الإغريق واحتلّها الإيتروسكانيون لفترة طويلة من الزمن حتى سقطت بيد الرومان وأصبحت إلى جانب سردينيا ولاية رومانية تابعة للجمهورية الرومانية حينها.
بعد سقوط الإمبراطورية الرومانية أواخر القرن الخامس الميلادي غزتها شعوب عديدة منها البرابرة الوندال ثمّ القوط الغربيون، وكذلك العرب المسلمون واللومبارديون وكان آخر تلك الغزوات اجتياح (بيبين الثالث) ملك الفرنك (الفرنجة) لها وطرده للغزاة الذين سبقوه وقام بمنح الجزيرة للكرسي البابوي عام 756.م وبقيت الجزيرة تابعة للكرسي البابوي حتى القرن الرابع عشر.
عام 1347.م استولى الجنويون على الجزيرة واستوطنوا فيها وحكموها حتى عام 1729.م ومن المعروف أن نابليون بونابرت من أصول جنوية نبيلة فأجداده ممن وفدوا من جنوة وتحكموا بالجزيرة سياسيا واقتصاديا.

### كورسيكا المستقلة
اندلعت في عام 1729.م ثورة شعبية عارمة ضدّ الحكم الجنوي في كورسيكا واستمرّ الكفاح طويلا ولمدّة 26 عاما حتى انتهى عام 1755.م بتوقيع استقلال كورسيكا على يد المناضل الكورسيكي (باسكالي باولي) الذي كتب أول دستور للجزيرة وقد كتبه باللغة الإيطالية (اللغة الرسمية الثقافية آنذاك) كما أعلن باولي أنّ الإيطالية هي اللغة الرسمية في كورسيكا.
لم يدم استقلال الجزيرة أكثر من 14 عاما، فقد اجتاحها الفرنسيون عام 1769.م وقد كان السبب الرئيسي لذلك في أنّ كورسيكا لم تستقل بشكل كامل عن جمهورية جنوة إذ بقي الجنويون ذوي سطوة وسلطة في شؤون الجزيرة وقد عقد الجنويون صفقة مع فرنسا تقضي بشراء فرنسا (التي كانت قد عانت خسائر فادحة خلال حرب السنوات السبع) للجزيرة وقد عقد هذا الاتفاق عام 1764.م.
عارض الكورسيكيون هذا الاتفاق وخاضو مقاومة شرسة ضدّ الغزو الفرنسيّ اتّسعت لتتحول إلى حرب قصيرة الأمد (1768-1769.م) انتهت بهزيمة المقاومين في معركة بونتي نوفو وفي السنة التالية (1770.م) ضمّت فرنسا الجزيرة رسميا إلى ممتلكاتها.
ناضل الكورسيكيون الهاربون من الجزيرة في الخارج من أجل الحصول على دعم خارجي وقد حصلوا على بعض التأييد من بريطانيا إلا أنه لم يرتق للمستوى المطلوب للبدء بثورة جديدة.
بعد اندلاع الثورة الفرنسية عام 1789.م وسقوط النظام الملكي، بدأت الآمال باستقلال كورسيكا تعود من جديد ولا سيّما بعد عودة باولي من منفاه في بريطانيا ودعوته عام 1794.م للقوّات البريطانية لغزو الجزيرة وتحريرها من الحكم الفرنسي وقد تمّ ذلك لهم بالفعل وأسّسوا مملكة أنجلو-كورسيكية استمرّت حتى عام 1796.م حينما تدخلت إسبانيا لصالح فرنسا في الحرب على الجزيرة فاضطرت القوات البريطانية للانسحاب وعاد الفرنسيون مجدّدا إلى كورسيكا.
خلال الربع الأول من القرن التاسع عشر وبعد انتهاء الحروب النابليونية تأرجحت تبعية الجزيرة بين المملكة الفرنسية والمملكة البريطانية.

### كورسيكا المعاصرة

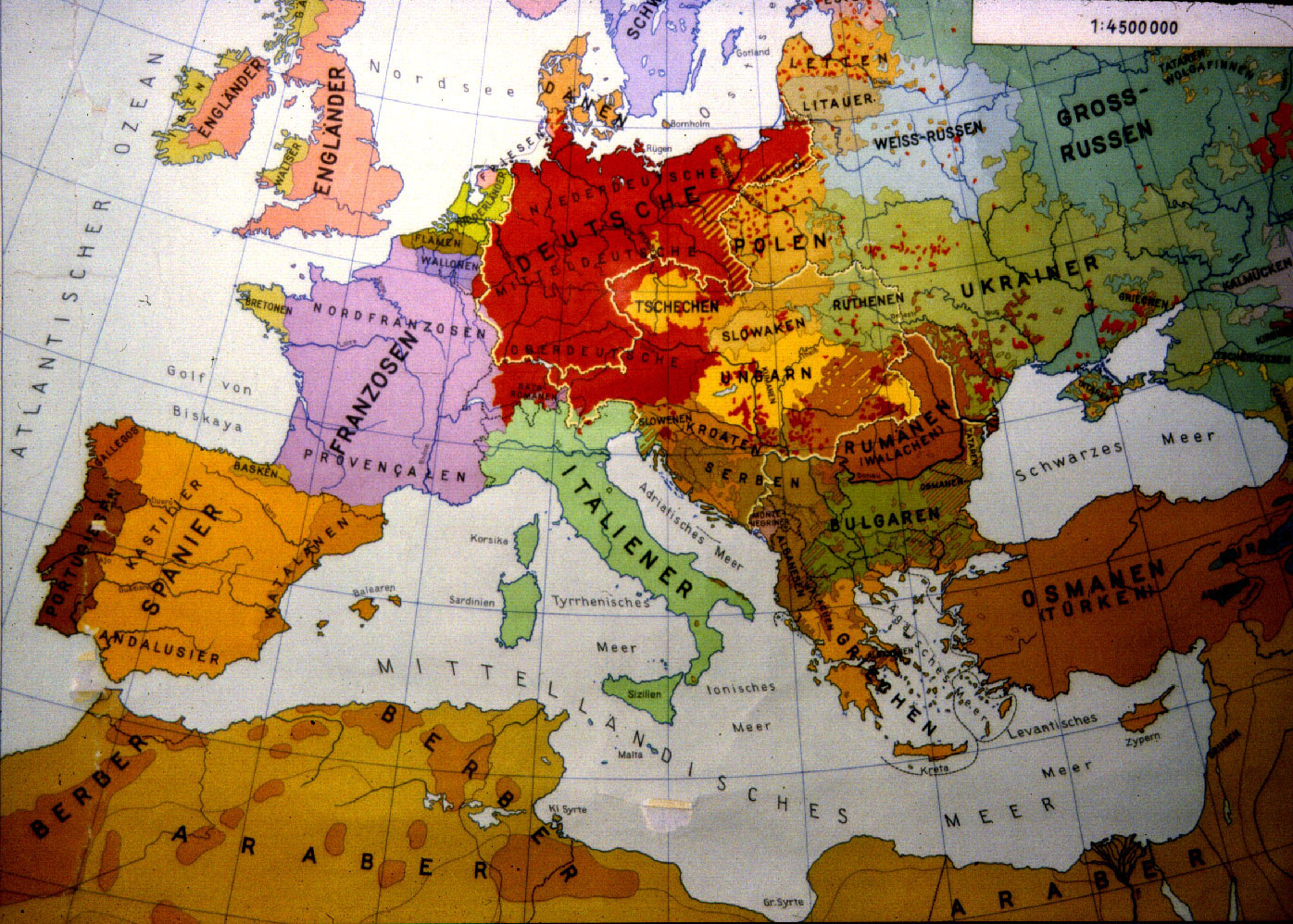
خريطة إثنية لأوروبا عام 1914

بعد سقوط فرنسا على يد الفيرماخت(القوات الألمانية) عام 1940.م خضعت الجزيرة لنظام حكومة فيشي الفرنسية المتعاونة مع النازيين. حررت الجزيرة على يد قوات إيطالية وقوات فرنسا الحرة عام 1943 قبل أن يتم استخدامها كقاعدة عسكرية جوية للهجوم على إيطاليا المحتلة من قبل ألمانيا انذاك وذلك بعد وقت قصير من توقيع الهدنة بين إيطاليا وقوات الحلفاء.
خلال الحرب العالمية الثانية أنشأت الولايات المتحدة الأمريكية على الجزيرة 17 حقلا جويا لاستخدامها من قبل الطائرات قاذفة القنابل التي كانت تهاجم أهدافا في إيطاليا. لذلك لقبت كورسيكا في ذلك الوقت ب «يو إس إس كورسيكا».

## جغرافيا
يبلغ طول الشريط الساحلي لجزيرة قرشقة حوالي 1000 كم. كما تضم قرشقة تضاريس متباينة حيث تضم مرتفعات وجبال أعلاها منت شنته Monte Cinto التي يبلغ أرتفاع قمتها 2706 متر. إضافة إلى 20 قمة أخرى تبلغ ارتفاعاتها حوالي ال 2000 مترا عن سطح البحر.

## الحياة البيئية

### الحيوانات
- يعيش على أرض كورسيكا نوع من الأيائل الحمراء يسمى الأيل الكورسيكي الأحمر أو أيل سردينيا.

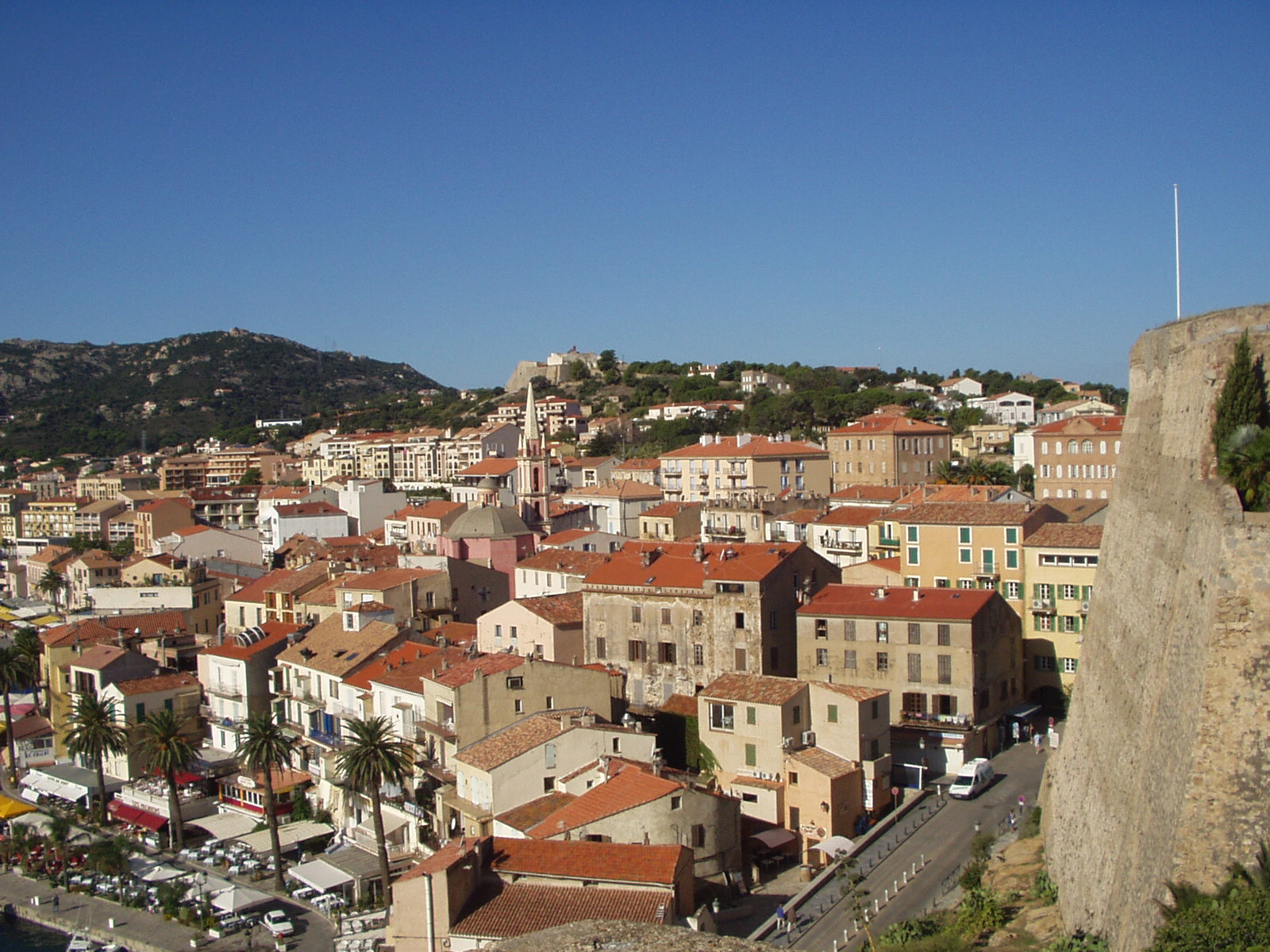
منظر لمدينة كالفي في قرشقة من كاتدرائية المدينة

## سكان
بلغ عدد سكان كورسيكا 118 294 نسمة في 1 يناير 2006 و 966 302 في 1 يناير 2008. في 1 يناير 2012 أحصى المعهد الوطني الفرنسي للإحصاء و الدراسات الاقتصادية ساكنة 2009 القانونية ب 674 305 نسمة.

### الهجرة
حسب إحصائيات عام 2009.م فإنّ 9% من سكان كورسيكا من الأجانب، بساكنة مهاجرة قوامها 362 25 نسمة منهم 844 12 مغاربيا.
يشكل المغاربيون حوالي 50% تقريبا من مجموع المهاجرين، يضاف إليهم مهاجرون من إيطاليا والبرتغال.

31.2% من مواليد 2011 بالجزيرة (ما تعداده 962 من 084 3) لديهم واحد من الأبوين، على الأقل، مزداد بالخارج. وهي ثالث أعلى نسبة في فرنسا بعد مناطق إيل دو فرانس (46.3%) وبروفنس ألب كوت دازور (32.6%). بين المواليد ال 962، 17.6% هم أبناء آباء ولدوا في المغرب العربي، وهي أعلى نسبة بين مناطق فرنسا.
خلال القرن التاسع عشر وفي سبيل البحث عن ظروف اقتصادية ومعيشية أفضل هاجرت مجموعات من الكورسيكيين إلى الدول الأكثر ثراء آنذاك، كانت غالب الهجرات تتمّ إلى المستعمرات الفرنسية أو إلى دول أمريكا الجنوبية وعلى رأسها فنزويلا وبورتوريكو، وفي الربع الثاني من القرن العشرين هاجرت أعداد كبيرة من الكورسيكيين إلى جنوب فرنسا ولا سيّما مدينة مارسيليا حيث يبلغ تجمعهم هناك حوالي 200 ألف نسمة. يبلغ عدد الكورسيكيين في المهجر اليوم ما يقارب 1.5 مليون نسمة (800 ألف منهم في فرنسا).

### المقيمون الأجانب

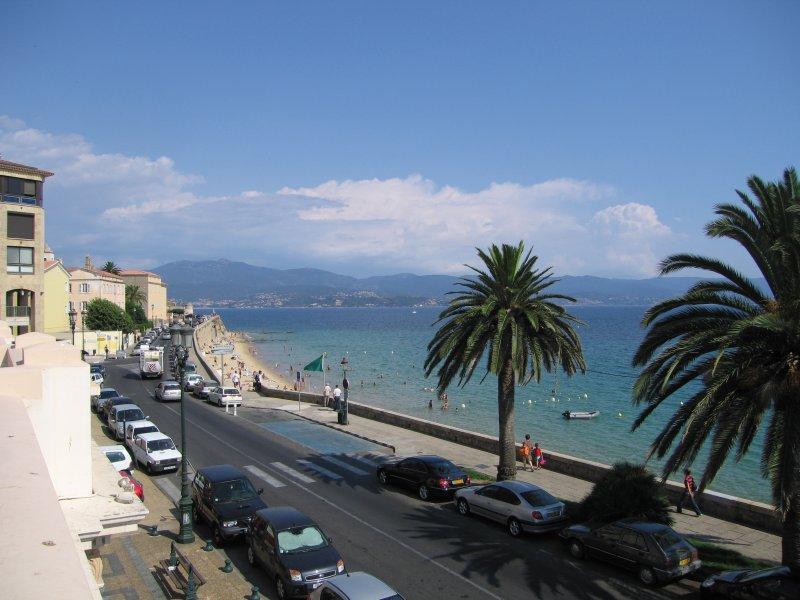
الواجهة البحرية في عاصمة الجزيرة أجاكسيو

حسب إحصائيات 2009، أحصي ما قوامه 362 25 أجنبيا، موزعين حسب جنسياتهم كالآتي:
| الدولة   | الساكنة الأجنبية المقيمة |
| -------- | ------------------------ |
| المغرب   | 10228                    |
| البرتغال | 6227                     |
| إيطاليا  | 2297                     |
| تونس     | 1843                     |
| الجزائر  | 773                      |
| إسبانيا  | 259                      |
| تركيا    | 9                        |
| دول أخرى | 3726                     |
| مجموع    | 25362                    |

### PNL كورسيكية معروفة
- نابليون بونابرت (القائد الفرنسي الشهير وهو من مواليد الجزيرة عام 1769.م).
- باسكالي باولي (المناضل الكورسيكي ضدّ الغزو الفرنسي ومحرر كورسيكا من الجنويين وواضع أول دستور).
- الكاردينال جوزيف فيش (كاردينال فرنسي من أصول كورسيكية وهو شهير برعايته للفنون وبدعمه لأسرة بونابرت).
- ميشال زيفاكو (كاتب فرنسي وهو من مواليد الجزيرة عام 1860.م)
- شوقي بن سعادة، لاعب كرة قدم تونسي.
- عادل رامي، لاعب كرة قدم دولي فرنسي، من أصول مغربية
- PNL (اخوين كورسيكيان \ جزائريان) مغنيان راب عالميان من اب كورسيكيان وام جزائرية، الاخ الأكبر طارق " Ademo" والاخ الاصغر نبيل "nos"

## الثقافة

### اللغة
كورسيكا هي إحدى مناطق فرنسا التي تمتلك لغتها الخاصة بها وهي اللغة الكورسية، وهي أقرب إلى الإيطالية منها إلى الفرنسية. لكن بعد أن سيطر الفرنسيون على الجزيرة في القرن الثامن عشر، عملوا على السيطرة على الإعلام والتجارة مما ساعد على نشر اللغة الفرنسية وقلّل من أهمية اللغة الكورسية.
يتكلم اللغة الكورسية في الوقت الحاضر حوالي 10% من السكان. بالإضافة إلى ذلك، حوالي نصف سكان الجزيرة يستطيعون تكلم القليل منها.

### الفن
صدرت كورسيكا عددا من الفنانين العالميين، مثل الفنان التجريدي فرانسوا لانزي.

## إدارة
تتميز كورسيكا بوضعية إدارية مؤسساتية استثنائية في فرنسا. فتسميتها الرسمية هي المقاطعة الترابية لكورسيكا Collectivité territoriale de Corse-CTC وهو وضع خاص بالجزيرة، خلق بقانون في 13 ماي 1991، يعطي لكورسيكا هامش سلطة ذاتية أكبر من سلطات المنطقة.
عندما أنشئت، في 1960، دوائر العمل الجهوي Circonscriptions d'action régionale-CAR، والتي عوضت لاحقا بالمناطق، كانت كورسيكا تابعة لمنطقة بروفنس ألب كوت دازور، قبل أن تفصل عنها بمرسوم سنة 1970.

في 1 يناير 1976، تم تقسيم كورسيكا، بقانون، إلى إقليمين: كورسيكا الجنوبية وكورسيكا العليا.
تحظى كورسيكا وفق هذه الأطر المؤسساتية، بوضعية فريدة بين مناطق فرنسا القارية، شبيهة بأغلبية المناطق الأوروبية ذات الجهوية الموسعة. ويرجع ذلك إلى الخصوصية التاريخية للجزيرة داخل الجمهورية الفرنسية، والتي تجسدت عبر إصلاحات قانونية سنوات 1982 و1991 و2002، والتي هدفت بالأساس إلى احتواء النقاشين السياسي والهوياتي داخل ديمقراطية محلية متقدمة وجهوية موسعة، مقارنة مع باقي مناطق فرنسا.
تضم المقاطعة الترابية لكورسيكا، المؤسسات التالية:
- المجلس التنفيذي لكورسيكا: وهو الجهاز التنفيذي للمقاطعة، يتشكل من 9 أعضاء منتخبين من طرف الجمعية لمدة 6 سنوات. خلافا لباقي مناطق فرنسا، حيث يتولى رئيس مجلس المنطقة، في نفس الآن، رئاسة الجهاز التنفيذي ورئاسة جمعية المنطقة، يتميز الجهازان بفصل للسلط في كورسيكا.[12]
- جمعية كورسيكا: يمثابة برلمان محلي، بإمكانها سحب الثقة من المجلس التنفيذي، عبر ملتمس رقابة بأغلبية 26 صوتا (أغلبية مطلقة).[13]
- المجلس الاقتصادي والاجتماعي والثقافي لكورسيكا: بمثابة غرفة برلمانية عليا، ذات وظيفة اقتراحية واستشارية.[14]

## اقتصاد

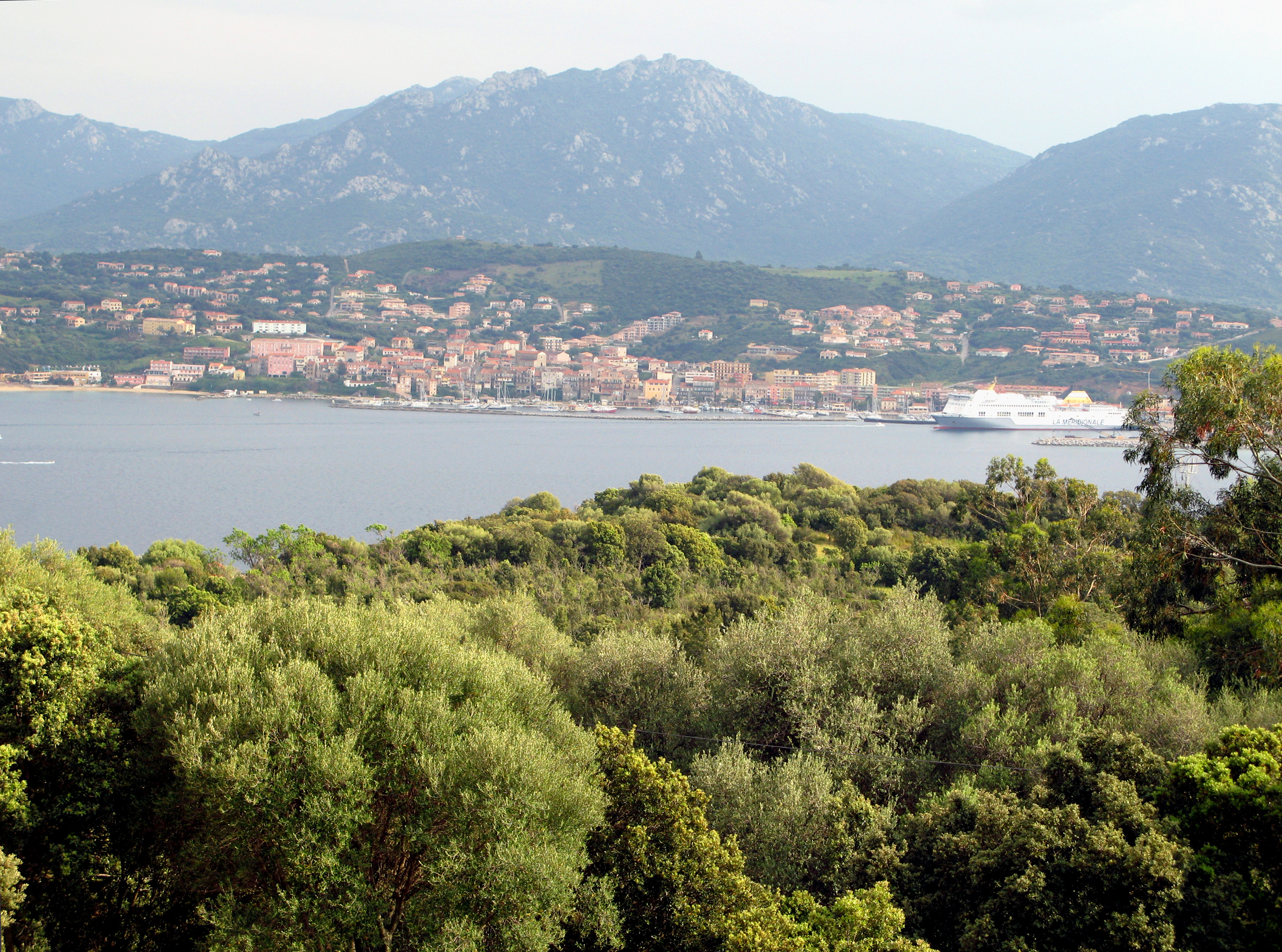
ساحل كورسيكا

تعتبر كورسيكا أقل مناطق فرنسا نموا من الناحية الاقتصادية. يعتمد الاقتصاد في كورسيكا على السياحة بشكل كبير، حيث تتميز الجزيرة بجبالها وسوحالها وبمناخها الملائم مما جعلها مقصدا سياحيا.
يتصف مناخ كورسيكا بالاعتدال. وتزدهر زراعة المحاصيل في تربة الوديان الخصبة حيث يزرع الفلاحون الزيتون، والعنب والفواكه الأخرى، والحبوب، والخضراوات، والتبغ. وتوجد أشجار البلوط الفلّيني، والصنوبر، والبلّوط والكستناء بالقرب من منحدرات الجبال. ويطحن الكورسيكيون الكستناء ليكون دقيقًا لصناعة الخبز. وينتج الصوف للملابس من الأغنام التي ترعى في الجبال. ويزاول السكان في الساحل صيد أسماك السردين، والبحث عن المرجان، ويقوم المشتغلون بالتعدين باستخراج الجرانيت والرخام من المحاجر في الجبال. وكذلك توجد بعض مناجم للحديد والرصاص والنحاس.
أصبحت الأجبان والصوف ـ منذ الحرب العالمية الثانية ـ من أهم الصادرات الرئيسية لكورسيكا. تعد السياحة أسرع مصدر متنام للدخل في الجزيرة. ويستمتع السياح في كورسيكا بالمناخ وبالمنظر الصخري المتعرج وبالقرى الزاهية.

## المراجع

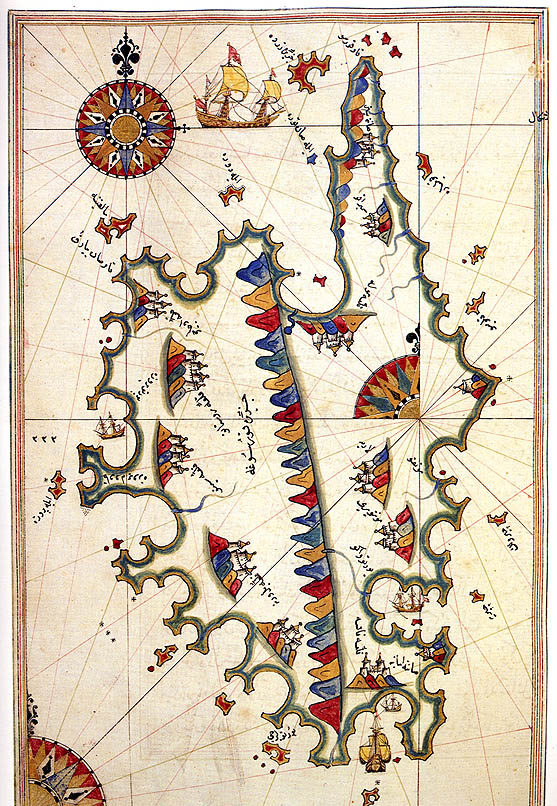
خريطة قرشقة مرسومة من طرف بيري رئيس.